# Hưng Nghĩa, Kiềm Tây Nam
Hưng Nghĩa (chữ Hán giản thể: 兴义市, bính âm: Xīngyì Shì, âm Hán Việt: Hưng Nghĩa thị) là một thành phố cấp huyện thuộc Châu tự trị dân tộc Bố Y và dân tộc Miêu Kiềm Tây Nam, tỉnh Quý Châu, Cộng hòa Nhân dân Trung Hoa. Thành phố này có diện tích 2911,1 ki-lô-mét vuông, dân số năm 2002 là 670.000 người, dân tộc Hán là chính, ngoài ra còn có người Bố y, người Hồi, người Di... Thành phố Hưng Nghĩa được chia thành 20 trấn và 5 hương.
- Trấn: Bình Đông, Kết Sơn, Hạ Ngũ Đồn, Kính Nam, Nê Hàm, Ba Kết, Phủng Sạ, Lỗ Bố Cách, Tam Giang Khẩu, Ô Sa, Mã Lĩnh, Thanh Thủy Hà, Bạch Oản Diệu, Uy Xá, Lỗ Đồn, Vạn Đồn, Thương Canh, Trịnh Đồng, Thất Xá.
- Hương: Hùng Vũ, Tắc Nhung, Lạc Vạn, Trư Trường Bình, Thương Giang.